# J.R. Moehringer
J.R. Moehringer, pełne nazwisko: John Joseph Moehringer (ur. 7 grudnia 1964 w Nowym Jorku) – amerykański pisarz i dziennikarz.
Dzieciństwo spędził w Manhasset. W 1986 ukończył studia na Uniwersytecie Yale. Na początku kariery dziennikarskiej był pracownikiem The New York Times, później długoletnim dziennikarzem Los Angeles Times. W 2000 roku został uhonorowany Nagrodą Pulitzera. W 2005 wydał autobiograficzną powieść Bar dobrych ludzi (ang. The Tender Bar), w której opisał swoje dzieciństwo i dorastanie. Bohaterowie książki najczęściej spotykają się w najpopularniejszym barze Manhasset, zwanym najpierw „Dickens”, później „Publicans”.
W 2007 jeden z jego reportaży stał się inspiracją filmu Wskrzeszenie mistrza z Samuelem L. Jacksonem. Moehringer był również współpracownikiem Andre Agassiego przy pisaniu autobiografii tenisisty (Open).